# Большакова, Зоя Францевна
Зоя Францевна Большакова (бел. Зоя Францаўна Бальшакова, в девичестве — Орловская (бел. Арлоўская), 1912—1996) — советская спортсменка-велосипедистка и конькобежка, заслуженный мастер спорта СССР.

## Биография

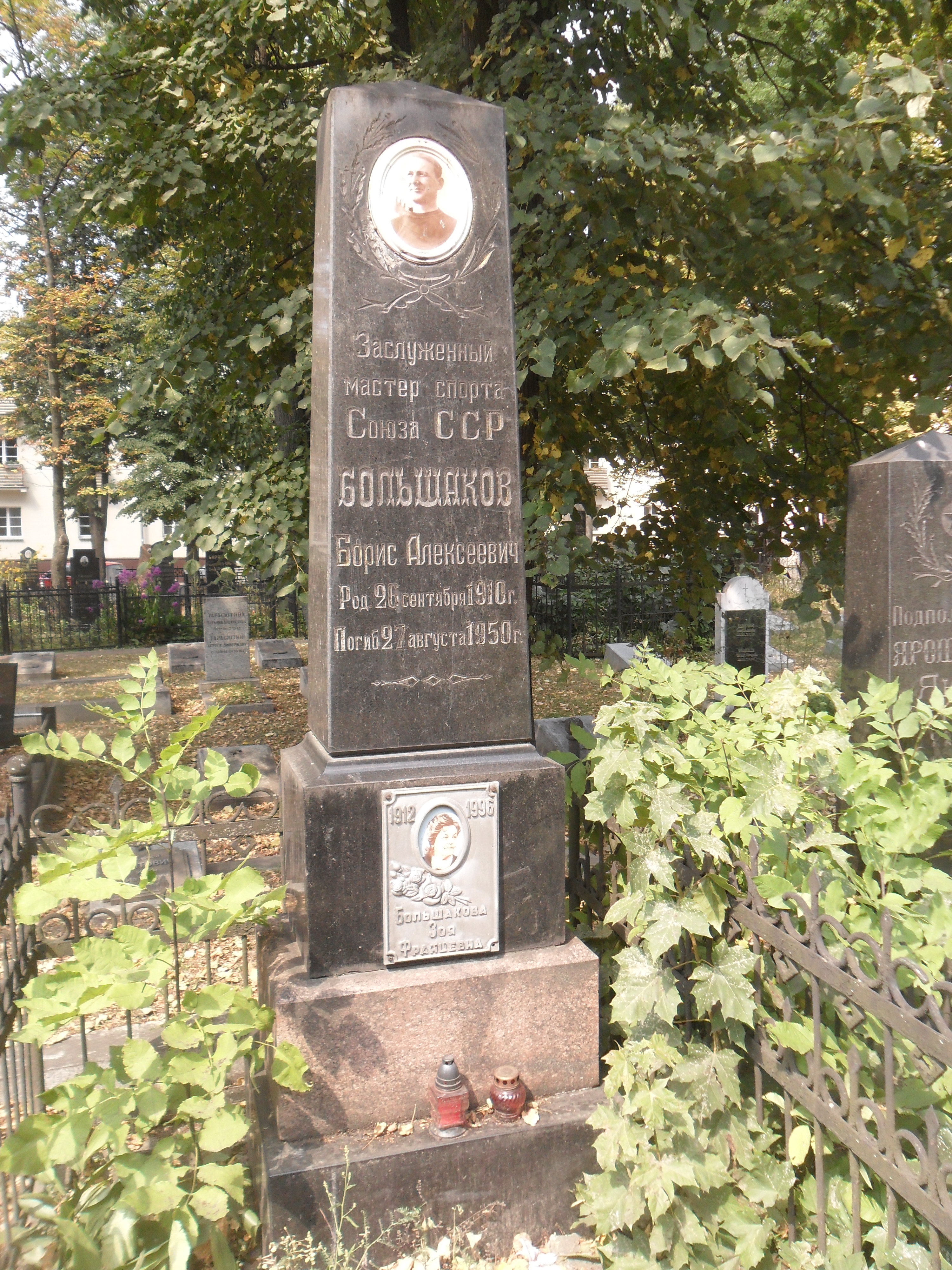
Могила Большаковой на Военном кладбище Минска.

Зоя Большакова родилась 25 декабря 1912 года в Вильне. В 1955 году окончила Белорусский институт физической культуры.
В 1947 и в 1948 годах Большакова становилась чемпионкой СССР по велоспорту в командной гонке на треке. В 1950 году стала чемпионом СССР по велоспорту в шоссейной командной гонке на 25 км в составе команды «Динамо» (Рутковская, Минина, Г. Рубо, Е. Терновая, Большакова, Елисеева). С 1951 года она была старшим тренером женской сборной Белорусской ССР по велоспорту. В 1952 году Большаковой было присвоено звание заслуженного мастера спорта СССР.
С 1956 года Большакова работала тренером по конькобежному спорту и старшим тренером сборной Белорусской ССР, а с 1971 года — инструктором по юношескому спорту в Минском областном совете ФСТ «Динамо». В 1965 году ей было присвоено звание заслуженного тренера Белорусской ССР, в 1973 году — заслуженного деятеля физической культуры Белорусской ССР. Её самый известный воспитанник — Эдуард Матусевич.
Умерла 16 января 1996 года, похоронена на Военном кладбище Минска.
Муж — заслуженный мастер спорта СССР Борис Алексеевич Большаков.
Сын — Большаков Юрий Борисович.